# Penstemon luteus
Penstemon luteus är en grobladsväxtart som beskrevs av Guy L. Nesom. Penstemon luteus ingår i släktet penstemoner, och familjen grobladsväxter. Inga underarter finns listade i Catalogue of Life.